# Iouri Doud
Pour les articles homonymes, voir DUD.
Iouri Alexandrovitch Doud (ou Doud’, en russe : Ю́рий Алекса́ндрович Дудь), né le 11 octobre 1986 à Potsdam (alors en RDA) est un journaliste et blogueur vidéo russe. Il est depuis septembre 2018 directeur général adjoint de Sports.ru, dont il était auparavant rédacteur en chef. Il diffuse sur YouTube depuis 2017 dans l'émission vDoud’ des interviews de journalistes, d'hommes d'affaires, de politiciens, de diverses célébrités du monde de l'internet, de la télévision, du théâtre, du cinéma ou encore du show-business. En février 2020, la chaîne comptait 6,67 millions d'abonnés et plus de 843 millions de vues,,.

## Enfance, formation et débuts professionnels
Iouri Doud est né le 11 octobre 1986 à Potsdam, en République démocratique allemande. Il se dit ukrainien de naissance et russe par ses sentiments et sa citoyenneté. Il vit en Russie depuis 1990.
Le père de Iouri, Alexandre Pétrovitch Doud (né en 1957) est docteur ès sciences militaires, membre de l'académie des sciences militaires et professeur au MGTU. N. E. Bauman.
La mère de Iouri, Anna Stépanovna Doud (née en 1957), est professeure de chimie dans un établissement scolaire professionnel de la ville de Moscou.
À l'âge de 10 ans, il arrête le football en raison d'une grave blessure au genou. À l'âge de 11 ans, il écrit pour le journal Iounocheskaïa Gazeta (Le journal de la jeunesse), et à 13 ans pour le journal Segodnia. À partir d'avril 2001, à l'âge de 14 ans, il travaille comme correspondant indépendant du journal Izvestia. En 2003, à l'âge de 16 ans, il est engagé à temps plein au journal, où il travaille jusqu'en août 2006. En 2007, il commence à travailler pour le magazine PROsport.
En 2008, il est diplômé de la faculté de journalisme de l'université de Moscou.

## Carrière
D'avril 2011 à janvier 2012, Iouri travaille comme correspondant spécial et commentateur dans l'édition sportive de NTV Plus et comme animateur de l'émission matinale de Radio City FM. En automne 2011, il est nommé rédacteur en chef de la publication Sports.ru. En septembre 2018, il est nommé directeur général adjoint.
Du 16 février 2012 au 20 juin 2013, il dirige l'émission Head-hit sur la chaîne de télévision Rossiya 2, en remplacement de Nikita Belogolovtsev,. D'avril 2012 à février 2013, il commente également les matchs de la Premier League anglaise (saisons 2011-2012 et 2012-2013) sur une autre chaîne de télévision sportive de la société de radiodiffusion et télévision à la radio d'État russe Sport 1. En outre, sur Rossiya 2 de septembre 2012 à mars 2013, il dirige, avec Vladimir Yuri Stognienko, un cycle documentaire sur la vie du club amateur « Sparta » appelé « Les 30 Spartiates ». Il quitte la société de radio et de télévision d'État après la clôture de l'émission «Head-on» en raison de son style polémique, source de scandales et de coûts élevés.
Du 4 novembre 2015 au 27 février 2017, il est l'auteur et le présentateur du programme Cult of Tour de Match TV, où il interviewe des joueurs de football et des entraîneurs célèbres du pays.
Le 7 février 2017, Iouri lance l'émission vDoud sur YouTube, où il interviewe des personnalités célèbres - journalistes, hommes d'affaires, personnalités du monde de la culture, d'internet et de la politique.
En septembre 2017, il participe à la campagne de publicité de l'application VEON, développée par Beeline. En novembre 2017, il devient le visage de la marque Alfa-Bank pour 2018. Toujours à la veille de la Coupe du monde 2018, Iouri participe à une campagne de publicité et devient le visage de la marque Head & Shoulders en Russie.
Fin juillet 2018, le classement Forbes Russie le classe à la 50e place des célébrités russes.
En janvier 2019, il devient copropriétaire du portail Sports.ru, dont il détient 0,5%.
En 2019, Doud a réalisé deux documentaires sur l'histoire de la Russie : La Kolyma, berceau de notre peur et Beslan. Rappelez-vous. En 2020, en février, il a publié un documentaire sur l'infection au VIH en Russie Le VIH en Russie : une épidémie dont on ne parle pas.
En février 2020, le nombre total de vues vidéo sur sa chaîne Youtube atteignait 843 millions. La vidéo la plus populaire de la chaîne est une interview de l'animatrice de télévision Anastassia Ivleïeva, avec plus de 29 millions de vues.
Le 12 juillet 2021, Yury Dud est condamné à une amende de 120 000 roubles (2 024 dollars) par un tribunal de Moscou en vertu d'une loi interdisant la "propagande" en faveur des relations homosexuelles.
Le 15 avril 2022, le ministère de la Justice de la fédération de Russie inclut Iouri Doud dans la liste des « agents étrangers »,.

## Documentaires
Iouri Doud a réalisé 11 documentaires. Certains d’entre eux ont provoqué des polémiques sur les réseaux sociaux, et des critiques de journalistes de télévision et de personnalités, ainsi que l’attention des autorités.

### La Kolyma
En avril 2019, Doud a publié le documentaire La Kolyma, berceau de notre peur, dans lequel il a parcourt l'autoroute de la Kolyma, construite par des victimes des répressions staliniennes, et échange avec les résidents locaux. Il y interviewe également Efim Chifrine et la fille de Sergueï Korolev, Natalia. Selon Doud, l'une des raisons de la réalisation de ce film est une récente étude de VTsIOM, montrant que près de la moitié des Russes âgés de 18 à 24 ans n'avaient jamais entendu parler des répressions staliniennes.

### Beslan. N'oubliez pas
Le 2 septembre 2019, Iouri Doud publie le documentaire Beslan. Souvenez-vous consacré à la prise d'otage de Beslan le 1er septembre 2004. Le film met l'accent sur le rôle de l'État dans cette tragédie. Doud déclare au début du film que « cette fois-là, l'État a fait des erreurs qui ont conduit à un désastre. Maintenant, l'État il doit s'occuper de tous ceux qui ont souffert. Et c'est seulement grâce à cette attention qu'il pourra gagner le pardon, et ensuite - la confiance »,.
Le film est une série d'interviews des participants à ces événements: otages, journalistes, militants, fonctionnaires. Il interroge ainsi l'ancien président d'Ingouchie Rouslan Aouchev - le seul négociateur qui soit entré dans l'école, et l'ancien chef de l'Ossétie du Nord Taïmouraz Mamsourov.
Quatre jours seulement après sa publicatio le film avait été regardé par dix millions de personnes.
L'accent mis sur le rôle de l'État dans la tragédie, a provoqué une polémique sur les réseaux sociaux.
Novaïa Gazeta a soutenu le documentaire, soulignant que le film était clair, précis, prudent et agressif.
Le journaliste de télévision Vladimir Soloviev a critiqué Iouri Doud pour une mise en cause globale et sans nuance de l'État.
La publication Argoumenty i Fakty lui a reproché de présenter de façon neutre les terroristes et de faire porter toute la responsabilité sur les autorités.
Le journaliste Dmitry Sokolov-Mitritch a également critiqué le film, affirmant qu'il présentait de façon biaisée le début de la prise d'assaut par l'école par les forces spéciales. Sokolov-Mitrich a été témoin de ces événements, puisqu'il était à Beslan du 1er au 6 septembre. Il a critique Doud pour le choix des personnes interviewées. Le journaliste Vassili Outkine a défendu Doud, en soulignant que le film avait été tourné pour ceux qui ne connaissaient pas la tragédie. Il s'est étonné que Sokolov-Mitrich n'ait pas lui-même réalisé un film.
Le documentaire reprend les déclarations de l'ancien chef de l'Ossétie du Nord, Taïmouraz Mamsourov, selon laquelle Vladimir Poutine a visité le cimetière de Beslan, où les victimes de l'attentat terroriste ont été enterrées, ce qui n'était pas connu. Le porte - parole du Kremlin, Dmitri Peskov l'a confirmé par la suite.

### Le VIH en Russie: une épidémie dont on ne parle pas
Le documentaire d'une durée de 1 heure 48 minutes a été publié sur la chaîne du journaliste le 11 février 2020 et a immédiatement été en tête des diffusions. Il est consacré au d'un million de personnes vivant avec le VIH en Russie. Iouri Doud a indiqué que son intention initiale était d'expliquer comment ne pas être infecté par le VIH. Mais entrant dans le sujet, lui et son équipe ont réalisé qu'en plus des chiffres effrayants, il leur fallait aborder un autre problème, celui « des discriminations à l'encontre des personnes vivant avec le VIH en Russie, de leur mise à l'écart et du mépris dont elles font l'objet ». En cinq jours, le film a enregistré 12 millions de vues.
Fedot Toumoussov, vice-président du comité de protection de la santé de la Douma d'État, a organisé une projection de film le 14 février dans le bâtiment de la chambre basse. Le 16 février, le président de la Chambre des comptes, Alexeï Koudrine, a annoncé l'analyse en 2020 de l'efficacité de l'organisation des soins médicaux pour les personnes infectées par le VIH. Le 17 février, le porte-parole du Kremlin, Dmitri Peskov, a jugé que la vidéo « méritait que l’on s’y intéresse ».

## Vie privée
Iouri Doud est marié et père de deux enfants : Alena, née en 2008, et Danila né en 2012.